# Nicolás Blandi
Nicolás Blandi (né le 13 janvier 1990 à Campana, province de Buenos Aires) est un footballeur argentin. Il occupe actuellement le poste d'attaquant au sein du CA Barracas Central.

## Biographie
Il rejoint les rangs de Boca Juniors à l'âge de 15 ans et fait ses débuts en équipe réserve pour la saison 2009-2010. À l'issue de cette saison, il est prêté à Argentinos Juniors en Primera Division la saison suivante. Il y réalise une bonne saison et retourne au mois d'août à Boca Juniors.
Pour la saison 2011-2012, il intègre l'équipe première des Xeneizes où il commence remplaçant, barré notamment par Lucas Viatri. Ce dernier se blesse et Blandi obtient sa chance de débuter contre Colon de Santa Fe et inscrit deux buts dans la victoire des siens. Il devient dès lors un titulaire régulier et participe à la conquête de l'Apertura 2011.
Le 17 janvier 2015, San Lorenzo le prête au club français d'Évian Thonon Gaillard jusqu'à la fin de la saison. En Savoie, il ne dispute que 202 minutes de jeu (1 titularisation, 5 entrées en jeu) pour un but inscrit, lors de la 33e journée, face à Guingamp (1-1).

## Palmarès
- avec Boca Juniors
  - Primera Division en 2011
  - Copa Argentina en 2012

- avec le CA San Lorenzo :
  - Copa Libertadores en 2014
  - Finaliste de la Coupe du monde des clubs de la FIFA en 2014